# Liên hoan phim Kraków
Liên hoan phim Kraków (tiếng Ba Lan: Krakowski Festiwal Filmowy) là một trong những sự kiện lâu đời nhất của châu Âu dành riêng cho phim tài liệu, hoạt hình và các hình thức phim ngắn khác. Nó đã được tổ chức năm này qua năm khác kể từ năm 1961. Chủ tịch nghệ thuật của lễ hội là Krzysztof Gierat.
Chính tại Kraków, các nhà sản xuất phim Ba Lan như Krzysztof Kieślowski, Wojciech Wiszniewski, Bogdan Dziworski và Marcel Łoziński bắt đầu sự nghiệp. Cũng tại đây, các đạo diễn của các bộ phim hoạt hình, bao gồm Ryszard Czekała, Jerzy Kucia, Julian Antonisz (Antoniszczak), Piotr Dumała và Zbigniew Rybczyński, người chiến thắng giải Oscar cho bộ phim Tango, đã ra mắt.
Tuy nhiên, những nhà làm phim tài liệu và phim hoạt hình nổi tiếng như vậy không phải là những người duy nhất tham gia và giành giải thưởng ở Kraków, vì những người đoạt giải liên hoan quốc tế bao gồm rất nhiều nghệ sĩ đã thành danh như các đạo diễn phim truyện: Pier Paolo Pasolini, Werner Herzog, Zoltán Huszárik, Jaromil Jireš, Claude Lelouch, Patrice Leconte, Mike Leigh và người đoạt giải Oscar gần đây, Jan Svěrák.
Từ năm 1998, Lễ hội trao giải thành tựu cuộc sống quốc tế, được gọi là Dragon of Dragons. Người chiến thắng đầu tiên của nó là Bohdan Kosiński, nhà sản xuất phim tài liệu Ba Lan, năm 1999, Giải thưởng được trao cho tác phẩm kinh điển của Ba Lan, Jan Lenica. Năm 2000, giải thưởng đặc biệt của Dragon of Dragons đã thuộc về nhà sản xuất phim tài liệu người Pháp Raymond Depardon. Và người đoạt giải năm 2001 là Jan ankvankmajer, 2002 - Werner Herzog, 2003 - Stephen và Timothy Quay, 2004 - Albert Maysles, 2005 - Yuri Norstein, 2006 - Kazimierz Karabasz.
Các đặc điểm độc đáo của liên hoan phim Kraków không chỉ từ các chương trình của buổi chiếu tranh tài, các giải thưởng Dragon và Hobby Horse trao bởi một ban giám khảo quốc tế và Ba Lan, như giải thưởng Prix UIP Kracow, FIPRESCI và FICC hoặc nhiều giải thưởng khác cấp liên hoan bên ngoài quy định, mà còn từ chương trình của các sự kiện đi kèm.